# Jekaterinenburg-City
Jekaterinenburg-City (Russisch: Екатеринбург-Сити; Jekaterinboerg-Siti) is een handelscentrum dat momenteel wordt gebouwd aan de Iset in het district Verch-Isetski van de Russische stad Jekaterinenburg. Bij voltooiing moet het ongeveer 400.000 m² handelsruimte, kantoren, hotels, entertainmentcentra, cafés en restaurants gaan bevatten. Onder het plan vallen 12 gebouwen, waaronder 4 kantoorgebouwen, een handelscentrum (businesspark) voor kleine en middelgrote bedrijven, een zogenoemde "handelsgalerij" en 2 hotels. Het complex neemt een oppervlakte van 5 hectare in beslag en wordt geraamd op 1 miljard euro.
De bouw volgt na eerdere grotere bouwprojecten met dezelfde naam in Moskou (Moscow-City) en Sint-Petersburg (Gazprom City), die zijn opgezet naar het voorbeeld van La Défense uit 1958. Ook in Anapa en Gelendzjik zijn 'City's' gepland.
Voor het project zijn een aantal buitenlandse bedrijven aangetrokken. Het Franse architectenbureau Valode & Pistre en het Zwitserse consultancybureau OPIM International zijn delen van het project toevertrouwd. De belangrijkste investeerder en uitvoerder van het project is een holding van het bedrijf UGMK en haar dochterbedrijf Jekaterinenburg-City.

## kerngegevens

### Gebouwen
Het complex wordt aangelegd tussen de doorgaande wegen oelitsa 9 janvarja, oelitsa Tsjeljoeskintsev en de straat oelitsa Federalskoj Revoljoetsii ten noorden van de Leninski Prospekt aan de westzijde van de locatie waar de Iset de Gorodskoj proed (stadsvijver) vormt.
De eerste toren die is gebouwd, is de Iset-toren (vernoemd naar de Iset). De toren is in 2015 gereedgekomen. In 2014 zou het project volgens de planning moeten zijn voltooid, maar in 2006 werd reeds twijfel geuit of dit wel zou lukken gezien het grote aantal gebouwen dat moet worden gerealiseerd.

#### Iset-toren (Башня «Исеть»)
De Iset-toren moet een A-klasse kantoorgebouw worden met luxueuze kantoorruimte, een zakenclub, conferentiecentrum, restaurant, café, fitnesscentrum en boetieks.
- verdiepingen: 52
- hoogte: 209 meter
- kosten: 230 miljoen Dollar
- bouwperiode: 2010 - 2015

#### Ekaterina-toren (Башня «Екатерина»)
- bestemming: kantoren, restaurants, conferentiezalen
- vloeroppervlak: 124.000 m²
- verdiepingen: 62
- hoogte: 300 meter
- bouwperiode: 2022

#### Tatisjtsjev-toren (Башня «Татищев»)
- bestemming: kantoren, restaurants, conferentiezalen
- vloeroppervlak: ± 78.000 m²
- verdiepingen: 35
- bouwperiode: uitgesteld voor onbepaalde tijd

#### Gennin-toren (Башня «Геннин»)
- bestemming: kantoren, restaurants, conferentiezalen
- vloeroppervlak: ± 96.000 m²
- verdiepingen: 45-50
- bouwperiode: uitgesteld voor onbepaalde tijd

#### Hyatt-hotel
Van de Hyatt Hotelketen.
- bestemming: 300 hotelkamers, 4 restaurants, congreszaal, fitnesscentrum, kuur
- verdiepingen: 21
- hoogte: 83 m
- parkeergelegenheid: 135 plaatsen ondergronds
- bouwperiode: 2005 - 2009

#### Demidov-Plaza (Демидов-Плаза)
Multifunctioneel centrum met congreszaal
- vloeroppervlak: 12.086 m²
- hoogte: 130,15 meter
- verdiepingen: 35[6]
- bouwperiode: 2007 - 2015

#### Jekaterina Boulevard en Business-park
De Jekaterina Boulevard (Бульвар Екатерины) moet een drie verdiepingen tellende overdekte galerij worden met winkels, cafés en kleine restaurants. Het Business-park moet een complex worden van A-klasse kantoren.
- bestemming: zaken, kantoren
- vloeroppervlak: 44.000 m²
- bouwperiode: uitgesteld voor onbepaalde tijd